# 中国人民解放军空军航空兵第一师
中国人民解放军空军航空兵第一师（简称空一师；代号为解放军93056部队），是中国人民解放军空军组建的的首支航空兵部队，成立于1950年6月19日。在朝鲜战争和国土防空作战中，曾先后击落击伤敌机92架，在解放军空军作战史上首创空战、近战、夜战歼敌等多项第一，并且也是空军航空兵中唯一一支五次（中华人民共和国成立1周年、10周年、35周年、50周年和60周年）参加国庆阅兵的航空兵部队。该师原属沈阳军区空军，现属北部战区空军，师部驻沈阳，下设空一团（驻鞍山）、二团（驻赤峰）及三团（驻鞍山）。2017年空一师被撤销，下属各团扩编成旅，得到保留。

## 历史

### 空四混成旅时期
空一师的前身是于1950年6月19日组建的空军第四混成旅。时值中华人民共和国成立不久，为了加强华东地区的防空力量，抗击退居台湾的中华民国空军对上海等大城市和华东沿海地区的轰炸，并为解放台湾作准备，中共中央军委遂决定在南京大校场机场组建空军第四混成旅。1950年，空军司令员刘亚楼致电空军第二航校政委李世安，决定成立第一支航空兵部队。由李世安出任政治委员，方强出任旅长（后未到任）。在决定序列编制时，刘亚楼认为“第一”容易产生骄傲自满，因此效仿毛泽东在井冈山创建红四军的先例，成立空军第四旅。
该旅为解放军空军第一支航空兵部队，它是以空军航校首批速成班毕业学员为主，由歼击、轰炸、强击（原称冲击）航空兵团组成，旅部以原第三野战军三十军九十师师部为基础成立，下辖4个团（第十团、十一团、十二团、十三团），每团配属一个相当于团一级的供应大队，全旅共有官兵逾3,500余人。部队集中了当时空军的所有战斗力，配备机型种类繁多，其中十团装备拉-9战斗机3架，雅克-17战斗机4架，米格-15战斗机38架；十一团装备拉-9战斗机4架，拉-11战斗机39架；十二团装备图-2轰炸机39架；十三团装备的均为攻击机，其中接收苏联空军的伊尔-10攻击机25架，原有伊尔-10攻击机3架。

### 空军第四师时期
第四混成旅成立后不久，旅部即于1950年8月8日移驻上海，并自同年10月19日起正式单独担负上海地区的防空任务。而当朝鲜战争爆发后，1950年10月26日，空军司令员刘亚楼电报给旅长方子翼，命其改变为空军第四驱逐旅，转场到辽阳，准备入朝作战。1950年10月31日，经毛泽东批准，刚组建的空军第三旅七团调往辽阳，一同接收苏联空军在辽阳的一个米格歼击机师装备，在空军第四混成旅基础上改编为空军第四师，其中混成第四旅番号序列不变，改称空军第四师。空四师为两团（第十团、第十二团）编制，每团三个飞行大队，每大队10架飞机，各一个供应大队。全师装备60架米格-15战斗机，以及2架雅克-12通信机。加上1个警卫营，全师共1983人。
1950年11月30日，朱德、刘亚楼到前线机场为空四师先头部队壮行。12月4日，解放军空军正式向空四师下达了参加抗美援朝的作战命令，要求空四师以大队为单位轮番进驻丹东浪头机场。1951年1月21日，大队长李汉重创美军一架飞机。1月29日，李汉率领八架战斗机再次出击，击落击伤美军各一架，解放军无伤亡。3月3日，空四师结束战斗，返回辽阳机场休整。1951年7月，空四师第二次参战，由12团奉命参战，仍然在浪头机场，指挥部在安东矿山。但两次战斗战绩不佳。飞行员赵志才遭到美军偷袭阵亡；12团发生迷航与空中相撞事故，团长赵大海被美军击中阵亡，随后空四师再次休整。
1951年9月12日，空四师第三次参战，并参加战斗八次，击落美军26架、击伤10架；但解放军损失也严重，被击落米格-15战斗机14架、击伤4架。1951年10月，空三师开赴安东，接替空四师的任务。1951年10月17日空四师返回驻地，召开庆功大会，大队长华龙毅被评为特等功臣，邹炎等五人为一等功臣。1952年1月16日，空四师第四次进入朝鲜参战，2月10日，大队长张积慧和僚机单志玉与乔治·安德鲁·戴维斯率领的美军F-86战斗机交火，并最终成功击落美军王牌飞行员戴维斯（后者被美军追授荣誉勋章）。第四次参战一共包括17次作战，美军被击落17架、击伤9架。1952年6月，空四师结束参战，返回辽阳机场，至年底，完成从米格-15战斗机到米格-15比斯的升级改装。1953年3月15日，空四师第五次奔赴前线，转场大孤山机场。此次参战29次，击落F-86战斗机24架、F-94战斗机1架。击伤F-86战斗机3架。由于7月27日，中美双方签字停战，9月9日，空四师受命解除一线作战任务，返回辽阳机场。
在朝鲜战场前后两年零8个月的战斗中，空四师担负掩护志愿军后方的交通运输线和重要目标的任务，共出动4058架次，空战914架次，有43名飞行员获得战果，总共击落敌机64架、击伤24架，被敌击落55架、受伤25架，1,424人立功受奖，产生了李汉、张积慧、邹炎、耀先、李永泰、褚福田以及侯书军等著名战斗英雄和功臣模范。

### 空军第一师时期
朝鲜战争结束后，根据解放军全军统一编制序列的精神，鉴于空四师战功卓著，又曾是解放军空军的第一支部队，空军党委于1956年3月30日决定正式将空四师番号改为空军第一师，所辖空十、十一（1954年增建）、十二团改为空一、二、三团。1958年10月，46架从苏联进口的米格-19战斗机装备空一师，空一师移驻北京通县进行改装。1959年，空三团和空一团3大队随师转驻鞍山。1960年3月，空二团调归空三十师建制，同年8月又重新组建空二团；三团三大队调一团一大队，三团重建三大队。原一团一大队则改为师直属夜航大队，次年6月又改为师独立大队。
1964年11月15日，空一师二大队五中队长徐开通驾驶仿造米格-19的歼-6战斗机，在广东遂溪上空由雷达九团水东雷达站406雷达发现目标后，首次击落了入侵的美军瑞安147型无人驾驶侦察机，创造了战斗机首次在平流层击落飞机的纪录，也为其后解放军空军歼击航空兵部队一连串的胜利提供了借鉴。在国土防空作战期间，空一师共击落、击伤4架敌机。
1968年8月10日，空一师二大队由鞍山机场进驻赤峰机场，三大队由于洪屯机场调驻鞍山机场。1969年9月14日，师独立大队进驻赤峰机场，与二大队共同担负昼夜保卫首都北京的任务。1970年5月，根据空军命令，空军第一师改称为空军航空兵第一师。空军第一、二、三大队依次改称为空军航空兵第一、二、三团。1979年至1983年，空一、三团分别改装了歼-7和歼-8战斗机，于是空一师在1983年7月成为首批装备歼-8战斗机的航空兵部队。1992年初，空一团又开始装备歼-8B型战斗机，空二团则在1994年装备歼-7E战斗机。进入21世纪以来，作为解放军空军重点建设部队的空一师先后换装两型三代战机，成为解放军空军装备最为精良的作战师之一。2009年2月3日，再度换装第四代三型四机（歼-10、歼-11/歼-11B、歼-8F）的空一师首次由中国中央电视台军事·农业频道《军事报道》曝光。
2017年，空一师撤销，下属各团扩编成旅得到保留。

## 领导
师长
- 方子翼（空四师，1950年11日--1952年8月）[8]
- 邹炎（空一师，1956年3月30日--1956年6月23日）
- 李国治（1956年6月23日--1966年9月）[18]
- 耀先（1966年9月--1969年3月）
- 熊尚义（1969年3月--1979年11月）
- 姜忠石（1979年11月--1980年11月）
- 贺毓本（1980年11月--1983年5月）
- 王福全（1983年5月--1989年12月）
- 杨国海（1989年12月--1995年3月）
- 庄可柱（1995年3月--1996年12月）
- 罗凤林（1996年12月--1999年11月）
- 郑群良（1999年11月--2000年7月）
- 殷立军（2000年7月--2004年11月）

政治委员：
- 李世安（1950年11月--1951年5月）[3][8]
- 谢锡玉（1951年5月--1952年8月）[19]
- 叶松盛（1952年8月--1956年3月20日）
- 蔡剑桥（1956年6月23日--1958年4月）[18]
- 赵昭（1958年5月--1962年7月）
- 丹剑（1962年7月--1965年11月）
- 田惠民（1965年11月--1971年12月）
- 史毅（1972年1月--1977年2月）
- 郭浩东（1977年3月--1980年6月）
- 侯开仁（1980年6月--1985年6月）
- 张汉华（1985年6月--1989年12月）
- 王本亭（1989年12月--1993年6月）
- 姜德才（1993年6月--1997年7月）
- 王维（1997年7月--2000年7月）
- 常永泰（2000年7月--2004年11月）

副师长：
- 袁斌（1950年11月--1951年5月）
- 夏伯勋（1951年5月--1952年12月）
- 王香雄（1951年5月--1954年1月）
- 邹炎（1953年9月--1956年3月）
- 侯书军（1959年7月--月）
- 熊尚义（1964年7月--1969年9月）
- 宋亚民（1965年11月--1970年4月）
- 杨和荣（1969年9月--月）
- 逯松亭（1970年4月--1976年6月）
- 罗福生（1970年4月--1979年1月）
- 齐连壁（1976年6月--1980年6月）
- 贺春芳（1976年6月--1981年6月）
- 刘永瑞（1979年2月--1985年6月）
- 耿全奎（1981年6月--1987年4月）
- 王发林（1983年5月--1986年10月）

副政治委员：
- 蔡剑桥（1953年9月--1954年1月）
- 赵昭（1956年6月--1958年4月）
- 孟进（1956年6月--1965年9月）
- 汪正安（1992年6月--1998年11月）
- 王昌贵（1993年1月--2000年1月）
- 王宏达（--2004年11月）

参谋长：
- 王香雄（1950年11月--1951年5月）
- 潘云山（1951年5月--1952年12月）
- 吴长武（1952年12月--1954年1月）
- 闫启明（1956年6月--1959年7月）
- 侯书军（兼任，1959年7月--1960年7月）
- 罗福生（1960年7月--1970年4月）
- 贺逢跃（1970年4月--1974年10月）
- 李春荣（1974年10月--1979年11月）
- 王德平（1979年11月--1986年9月）
- 滕连堂（1986年9月--1990年9月）
- 耿全奎（兼任，1990年9月--1993年6月）
- 罗凤林（1993年6月--1996年12月）
- 王建庭（1996年12月--2001年6月）
- 高润清（2001年6月--2004年11月）

政治部主任
- 谢锡玉（1950年11月--1951年5月）
- 蔡剑桥（1951年5月--1953年9月）
- 许映泉（1956年6月--1960年7月）
- 肖梦祥（1960年7月--1963年10月）
- 胡醒（1963年10月--1966年9月）
- 曹继德（1966年9月--1968年7月）
- 于济学（1968年7月--1970年4月）
- 李斌（1970年4月--1976年12月）
- 祝耀宗（1976年12月--1983年5月）
- 宋德民（1983年5月--1986年9月）
- 王本亭（1986年9月--1989年12月）
- 汪正安（1989年12月--1992年6月）
- 栾春立（1992年6月--1996年12月）
- 陈振东（1996年12月--1999年11月）
- 崔向朝（1999年11月--2002年7月）
- 刘宏鹏（2002年7月--2004年11月）

副参谋长：
- 吴长武（1950年12月--1952年12月）
- 赵震堂（1952年12月--1954年1月）